# Marcelien de Koning
Marcelien Bos-de Koning (* 10. Mai 1978 in Hoorn als Marcelien de Koning) ist eine niederländische Seglerin.

## Erfolge
Marcelien de Koning nahm an den Olympischen Spielen 2008 in Peking und 2012 in London teil. 2008 belegte sie gemeinsam mit Lobke Berkhout in der 470er Jolle den zweiten Rang hinter Elise Rechichi und Tessa Parkinson und vor dem brasilianischen Boot, womit sie die Silbermedaille gewann. Vier Jahre darauf ging sie in der Bootsklasse Elliott 6m an den Start der olympischen Regatta und beendete diese auf dem achten Platz. Bei Weltmeisterschaften gelang Koning von 2005 bis 2007 dreimal in Folge mit Berkhout in der 470er Jolle der Titelgewinn. Im Elliott folgte 2017 der Gewinn der Silbermedaille.
2005 wurden de Koning und Berkhout als niederländische Mannschaft des Jahres ausgezeichnet. Für ihre Erfolge erhielt sie 2007 das Ritterkreuz des Ordens von Oranien-Nassau. Ihr Bruder Coen de Koning ist ebenfalls olympischer Segler.